# خورجستان
خورجستان هي قرية في مقاطعة هشترود، إيران. عدد سكان هذه القرية هو 1,022 في سنة 2006.